# Maariv
Maariv (en hebreu: מעריב) és un periòdic israelià, redactat íntegrament en hebreu. Amb una mitjana de 136.000 exemplars diaris (el 2006), és el segon periòdic de més difusió a Israel, després de Yediot Ahronot.
A més del diari i els seus suplements, el grup de mitjans de comunicació té una cadena de periòdics locals amb distribució a escala nacional, una divisió de revistes, i un lloc semi-independent anomenat NRG, que inclou gran part del contingut de l'edició impresa.
La família Nimrodi manté el control del periòdic Maariv, i Yaakov Nimrodi n'és el president. Els editors en cap són Doron Galezer i Ruth Yuval. El periòdic té gran cobertura de les diverses visions existents a la societat israeliana, tenint periodistes de diferents corrents de l'espectre polític i social, el que dona una representació equilibrada de les diverses opinions.

## Suplements
Els dies de setmana, Maariv inclou diversos suplements:
- Dies de la setmana:
  - "Hamagazin" (opinió i editorial, comentari polític i opinions, salut, puzzle, cultura, entreteniment, programació de ràdio i televisió)
  - Secció financera
  - Esports
- Diumenge - Bekef (turisme, viatges i gastronomia)
- Dilluns - Style (revista femenina)
- Dijous - Asakim (revista financera)
- Divendres
  - Musaf Hashabat (anàlisi política en profunditat i comentari, revisió de llibres, secció d'humor)
  - Sofshavua (revista de cap de setmana)
  - Promo (cultura i entreteniment, programació de ràdio i televisió)
  - Un periòdic local afiliat (setmanal), depenent de la regió